# Wspólny komitet medyczny
Wspólny komitet medyczny (ang. Joint Medical Committee, JMC) – komitet zajmujący się koordynacją kwestii medycznych w sytuacjach kryzysowych i wojny w ramach NATO, które wychodzą poza zakres indywidualnych państw.
Wspólny komitet medyczny został powołany na mocy Traktatu Północnoatlantyckiego w 1950 roku. Jest jednym z dziewięciu specjalnych komitetów sojuszu, wykonujących działania z zakresu planowania obrony cywilnej na sytuację zagrożeń (CEP). Podlega bezpośrednio pod Wysoki komitet planowania centralnego na sytuacje nadzwyczajnych zagrożeń (SCEPC).